# Biborțeni, Covasna
Biborțeni (în maghiară Bibarcfalvá) este un sat ce aparține orașului Baraolt din județul Covasna, Transilvania, România. Se află la poalele munților Harghita. Localitatea este cunoscută pentru izvoarele de ape minerale aflate acolo, exploatate de compania S. C Biborțeni S. R. L.

## Cadrul geografic
În vatra satului Biborțeni, se află un zăcământ de apă minerală, în ulucul pârâului Baraolt. Din punct de vedere administrativ, satul aparține orașului Baraolt. Distanța față de Baraolt este de 5 km; până la reședința din județ (municipiul Sfântu Gheorghe) distanța de 43 km se poate parcurge pe DJ122, respectiv DN12. Cea mai apropiată stație CFR este la Augustin, Brașov, la o distanță de 12 km, pe DJ122. Această stație CFR este situată pe magistrala 300, între Brașov (la 49 km) și Sighișoara (la 79 km). În aceeași regiune, se află și secțiile de îmbuteliere ale S.C Biborțeni S.R.L.
Satul Biborțeni se află la poalele sudice ale Munților Baraolt, la limita geografică majoră ce desparte masivul Baraolt–la sud, de munții Harghitei de sud, înspre nord. Altitudinea localității este de cca. 600 m deasupra nivelului mării. Perimetrul zăcământului de apă minerală Biborțeni este limitat de: Munții Harghitei de sud, la nord; Depresiunea Bâtani, la est, Munții Baraoltului la sud, respectiv Depresiunea Baraoltului, la vest.

## Istoric

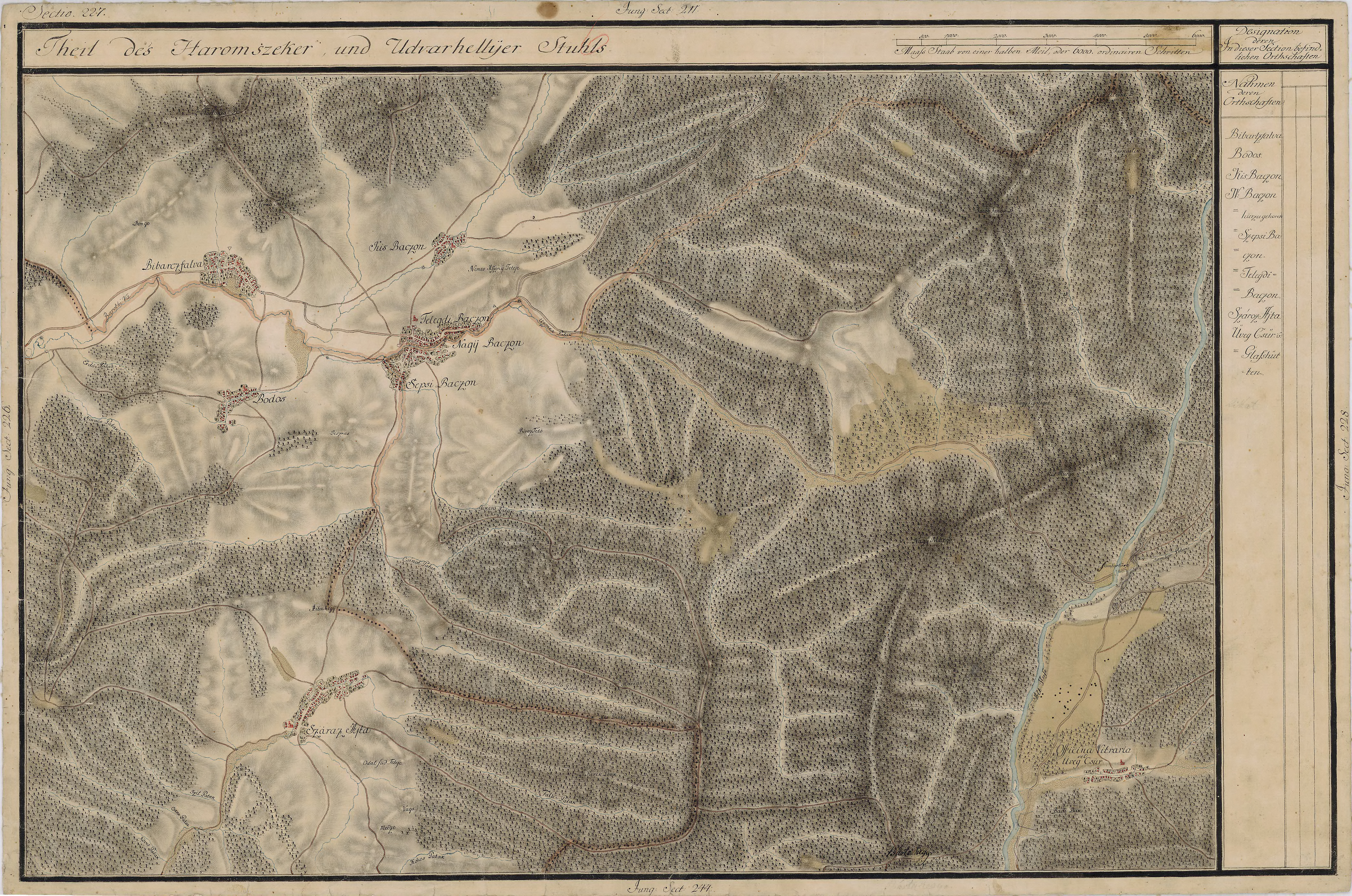
Biborțeni în Harta Iosefină a Transilvaniei, 1769-1773

Primele informații referitoare la existența și folosirea apelor minerale din zona localității datează încă din timpul romanilor. Se presupune că la Calea Crucii Baraolt, exista un turn de observație care păzea drumul dintre localitatea Hoghiz (Ponte Vetere) și Bazinul Ciucului Inferior. Acest drum – care la Baraolt era pietruit – trecea prin Biborțeni. În hotarul comunei, de sub Pădurea Mare, au fost depistate și scoase la lumina zilei ceramică din epoca fierului și romană. Printre obiecte s-au identificat fibule romane și tuburi din ceramic, care ne dau de înțeles că apa minerală era condusă și folosită pentru băi (Anuarul Muzeului Regional Sf. Gheorghe, 1955). Însăși denumirea localității – Villa Byborch – notată în anul 1332, arată că acest sat era o localitate mai dezvoltată, cu caracter de orășel mic, probabil stațiunea balneară locală cu băi carbogazoase. Numele amintește de prezența brebilor (în maghiară bibarcok) în zonă.
Până la generalizarea denumirii de Biborțeni aplicată apelor minerale provenind din zăcământul omonim, la identificarea acestora s-au folosit două nume (mărci) distincte:
BORHEGY era denumirea dată izvorului situat la poalele dealului Tirco, exploatarea acestuia durând până în 1949. Etimologic, denumirea însemna “din dealul vinului” (borhegy = dealul vinului în lb. maghiară).
BARROS – izvorul cu acest nume se afla în incinta Secției Biborțeni 1 (secția veche). Acest nume i-a fost acordat în cinstea lui Barros Gabor (1848 - 1892), fost ministru al transporturilor de la Budapesta, drept mulțumire pentru sprijinul acordat pentru dezvoltarea infrastructurii din zonă.
Din acest motiv, în sursele de arhivă cuvântul Biborțeni apare doar cu referire la localitate, documentele referitoare la apa minerală din zonă utilizând una din cele două denumiri arătate mai sus.
În decursul timpului, utilizarea apelor minerale, în cure interne sau externe se făcea empiric, iar cunoștințele despre aceste tratamente se transmiteau, de cele mai multe ori, pe cale orală, devenind uneori chiar legende.
Dezvoltarea societății la sfârșitul secolului al XIX-lea, concomitent cu dezvoltarea tehnicii și științelor, a făcut ca, pe de o parte, membrii societății să acorde o atenție sporită propriei persoane, a stării de sănătate în care se află, iar, pe de alta parte, un grup tot mai numeros de oameni de știință (medici, terapeuți, chimiști etc) să le poată pune la dispoziție informații tot mai multe și mai complete despre apele minerale, ca alternativă la alte tratamente.
În acest context, pe lângă apele minerale din Europa Occidentală care au dus la formarea unor “centre” de tratament (dar și de turism), cum ar fi Baden Baden, Karlovy Vary ș.a., au început să fie remarcate și apele minerale din Transilvania (Borsec, Malnaș, Vâlcele, Biborțeni, ș.a.).

Rezultatul analizei realizată de chimistul Molnar Janos în anul 1871, în calitate de membru al Societăţii de Ştiinţe Naturale Maghiare

Pentru apele minerale din zăcământul Biborțeni, prima analiză fizico-chimică, atestată documentar, a fost făcută în anul 1871 (pentru exemplificare se oferă fig. 1. de mai jos situată în partea stângă) . Această analiză a fost făcută la Budapesta în anul 1871 de chimistul Molnar Janos, în calitate de membru al Societății de Științe Naturale Maghiare, și se referă la izvorul Borhegyi.
Analiza fizico-chimică riguroasă, asimilabilă celor efectuate în zilele noastre (ținând cont de nivelul de dezvoltare a cercetării de atunci), despre care avem documentare concretă (fig nr.2, partea dreaptă0 este datată 15 septembrie 1883, și are ca obiect apa minerală provenită din același izvor Borhegyi. Autorul analizei, profesor Ballo Matyas, membru al Academiei Maghiare de Științe, a procedat la efectuarea acestor analize la solicitarea și din împuternicirea proprietarului de atunci al izvorului (Composesoratul silvic  Biborțeni.

Valorile determinate pentru mineralele ce intră in compoziția apei minerale analizate au o mai mică relevanță, mai ales dacă se are în vedere faptul că acest izvor nu mai există de aproape 60 de ani. Ceea ce trebuie reținut din sursa documentară este calificativul acordate acestei ape: 
“Pe baza acestei compoziții excelente trebuie să considerăm apa minerală Borhegyi în rândul celor mai valoroase ape acidulate.”
Pe măsură ce apele minerale provenind din zăcământul Biborțeni deveneau tot mai cunoscute în Ardeal și în Imperiul Austro-Ungar, ulterior și în Regat, acestea au fost obiectul a numeroase cercetări care aveau ca scop determinarea tot mai exactă a principalelor caracteristici și a eventualelor efecte curative în combaterea unor afecțiuni.
De asemenea, în decursul timpului, în funcție de legislația în vigoare, periodic s-au făcut analize și observații asupra apei minerale. Fără a avea valoare de cercetare sistematică, cumulul acestor analize și observații, pe o perioadă îndelungată, pot da o imagine clară asupra caracteristicilor acestor ape minerale.
Apa minerală care se îmbuteliază în prezent la Biborțeni este caracterizată ca fiind de tip bicarbonatat calcic, sodic, magnezian, carbogazos și provine de la forajele F7, F8 si F9.

## Formarea apelor minerale
Unitatea structurală cunoscută prin termenul de Bazinul Baraolt reprezintă prelungirea nord-vestică a depresiunii Bîrsei, care, la rândul ei, face parte din sistemul de depresiuni intramontane din aria Carpaților Orientali.
Și din punct de vedere geologic – structural, valea pârâului Baraolt formează zona de contact dintre cele două masive muntoase, cu compoziție petrografică și litologică aparte.
La nord de cursul pârâului se întinde masivul muntos Harghita de Sud, care este de origine vulcanică, produs al neovulcanismului din pliocen. Zona este constituită din rozii andezitice în situ, acoperite pe alocuri cu piroclastice andezitice și de andezite bazaltoide. În zonele mai joase ele sunt acoperite cu depozite sedimentare noi.
La sud de albia pârâului Baraolt se întinde masivul muntos al Munților Baraolt care, din punct de vedere tectonic – structural, aparține flișului intern al cretacicului carpatin. Ele sunt constituite în mare parte din gresii care formează bancuri, apoi marnocalcare și masive calcaroase (numite olistolite), cuprinzând un interval geocronologic începând cu cretacicul inferior – barremian, aptian, albian - , peste care apar pe alocuri și conglomerate cenomaniene de tip Bucegi.
Socotind perimetrul Biborțeni ca o parte din marele bazin intramontan Baraolt, se poate constata că cele două mari unități geologice prezentate anterior sunt acoperite, pe alocuri – mai cu seamă in zonele joase – de un covor gros, de vârstă plio-pleistocenă. Acest pachet, dispus în mod discordant peste fundamentul cretacic, străpuns în mai multe locuri de andezitele Harghitei de Sud, este constituit din straturi groase (uneori foarte groase) de marne cenușii compacte fosilifere, reprezentând peste tot acoperișul complexului cărbunos din bazinul carbonifer al Baraoltului.
Forajele au pus în evidență și intercalații permeabile, constituite din piroclastite, nivele nisipoase. Cele din urmă, fiind permeabile, formează adevărate borchișuri, conținând cantități mari de ape minerale sub presiune. Culcușul complexului cărbunos, care pe alocuri se află la o adâncime destul de mare (300–450 m), este format din argile verzui cu multe concrețiuni calcaroase, puse în evidență atât prin forajele executate, cât și prin lucrările miniere de explorare și chiar exploatare. Ele conțin o cantitate destul de mare de montmorilonit, care este extrem de higroscopic (venind în contact cu apa, cauzează umflarea vetrei lucrărilor miniere) și vin în contact cu fundamentul cretacic al bazinului.
Acest fundament, acolo unde este frământat și faliat, debitează, în majoritatea cazurilor, ape dulci și ape minerale cu o mineralizare totală foarte ridicată, pusă in general pe seama prezenței clorurii de sodiu. Mai toate forajele executate în bazinul Baraolt, în mod obligatoriu, au intrat în fundamentul cretacic, acesta fiind cercetat și prin metode geofizice.
Peste depozitele pliocene este prezent pleistocenul și depozitele de pante, a teraselor apelor curgătoare. Datarea lor s-a putut face cu ajutorul fosilelor mamifere care au trăit pe aceste meleaguri în timpul cuaternarului. Holocenul este prezent peste tot, fiind compus din depozite groase de pietrișuri și nisipuri fluviatile. Cele din urmă conțin ape dulci, rar mineralizate, și în ele se poate măsura, aproape peste tot, nivelul hidrostatic al fântânilor.

## Considerațiuni hidrologice
Prin perimetrul Biborțeni trece, pe direcția NE-SV, pârâul Baraolt, care are un debit considerabil pe tot parcursul anului. Regimul hidrologic al zonei este tipic continental temperat, cu variațiuni ce caracterizează zona depresiunilor intracarpatice. Pârâul Baraolt este un curs de apă tipic montan, și are o lungime de 31 de km. Izvorăște din Munții Harghitei de sud, având un bazin collector cu o suprafață de alimentare de 224 km², și se varsă în râul Olt, în zona localității (jud. Brașov).
În zona Biborțeni se întâlnește cu apa pâraielor Agriș (dinspre nord) respective Bodoș și Bățani (dinspre est și sud). Densitatea rețelei hidrografice în această parte a Bazinului Baraolt variază între 0,20 și 0,40 km/km², media fiind de 0,38 km/km². De remarcat că această valoare este inferioară medie pe țară. De asemenea, pâraiele mici, cu debite intermitente, cum sunt Pat dinspre nord sau pârâul Cetății dinspre sud, nu influentează în mod considerabil regimul hidrologic din zonă. Din foraje manual s-a constatat că stratul freatic este destul de bogat și pe alocuri s-a dovedit a fi mineralizat.

## Vegetația și fauna
Sub influența reliefului, a solului și a microclimei, bazinul pârâului Baraolt, în zona Biborțeni , deține o vegetație spontană relativ bogată, conținând și specii ocrotite. Luna pârâului este ocupată în mare parte de fânețe, iar în zonele joase, cu o vegetație caracteristică șesurilor aluvionare (milaștini, stufărișuri). O caracteristică aparte este faptul că deasupra luncii lipsește etajul dealurilor piemontane. Locul lor este ocupat direct de etajul natural al pădurilor foioase spontane (fag, carpen, gorun, cer, stejar). Pe partea de nord a albiei, pe dealul Tirco se găsește un pinet artificial conținând speciile Pinus silvestris și Pinus nigra.
În pădurea de la poalele Dealului Cetății trăiește o specie ocrotită: Lilium martagon din familia Liliaceae. Vegetația prezentă are un efect protector adupra solului și subsolului, asigurând persistența regimului apelor freatice. 
Animalele sălbatice din Bazinul Baraolt sunt cele care există în mod obișnuit în relieful și vegetația caracteristice zonei: căprioare, cerb carpatin (mai rar), iepuri de camp, bursuci, mistreți și chiar ursul brun. Adaptate la vegetație, se găsesc multe specii de păsări: cântătoare, de apă și chiar răpitoare. De asemenea, în ape se găsesc pești de apă dulce, de talie mică.

## Clima și microclima regiunii
Clima regiunii este determinată de prezența centrelor de înaltă și de joasă presiune (anticicloanele și ciclioanele) și de repartiția lor pe continentul european. Aceste centre determină diferențe mari de presiune și temperatură în decursul anotimpurilor.
În zona bazinului Baraolt se pot evidenția efectele a 4 astfel de centre:
-	Anticiclonul Siberian, care aduce vânt rece din direcția E, ce viscolește iarna;
-	Anticiclonul Arctic, care aduce gerul din direcția N;
-	Ciclonul Atlantic, care determină vânturi din direcția V, aducătoare de precipitații, în special primăvara și toamna;
-	Ciclonul Mediteranean, care determină vânturi din direcția SV, care aduc o masă mare de aer cald și relativ uscat.
În zona Biborțeni  există o microclimă caracteristică depresiunilor intracarpatice, în care se constată frecvent fenomenul de inversiune de temperatură. În zonele cu altitudini joase este mai frig, iar spre vârfurile munților, mai aproape de razele soarelui, este mai cald.

## Obiective turistice
- Biserica Reformată-Calvină, fortificată, cu o frescă care prezintă legenda Sf. László, datând din sec. XV.